# Náchodská vrchovina
Náchodská vrchovina je geomorfologický podcelek Podorlické pahorkatiny, kterou tvoří společně se Žamberskou pahorkatinou a Moravskotřebovskou pahorkatinou. Nejvyšší vrchol Podorlické pahorkatiny je Špičák, který se nachází právě v Náchodské vrchovině.

## Popis
Náchodská vrchovina ze skládá z těchto okrsků:
- Červenokostelecká pahorkatina – nejvyšší vrchol Končinský kopec 530 m n. m.
- Hronovská kotlina – nejvyšší vrchol na české straně Světlá hora 525 m n. m., polsky Blusczowa góra, je na hranici s Polskem a oba státy se o ni dělí; v Polsku Świni Grzbiet 527 m n. m.
- Sedloňovská vrchovina – nejvyšší vrchol Špičák (841 m n. m.), někdy uváděn sousední Plasnický Špičák (833 m n. m.)
- Ohnišovská pahorkatina – nejvyšší vrchol Na Vartě 618 m n. m.

Uvedené okrsky se od sebe svým charakterem liší a některé se dále člení na podokrsky. Hronovská kotlina, Ohnišovská pahorkatina a Sedloňovská vrchovina částečně zasahují na území Polska.
Na severu jsou základní stavební jednotkou metamorfované horniny, souhrnně nazývané novoměstské fylity, vystupující např. v údolí Metuje mezi Náchodem a Novým Městem nad Metují, na Dobrošově a jinde. Z vyvřelin se nejvíce uplatňují gabrodiorit (Špičák 835 m n. m.), granodiorit (novohradský a olešnický masiv) a žulový porfyr jižně od Bělovsi. Permské červenohnědé sedimenty tvoří část Červenokostelecká pahorkatiny. V jižněji položeném území mají hlavní zastoupení svrchnokřídové slínovce.